# 澎湖氣象站

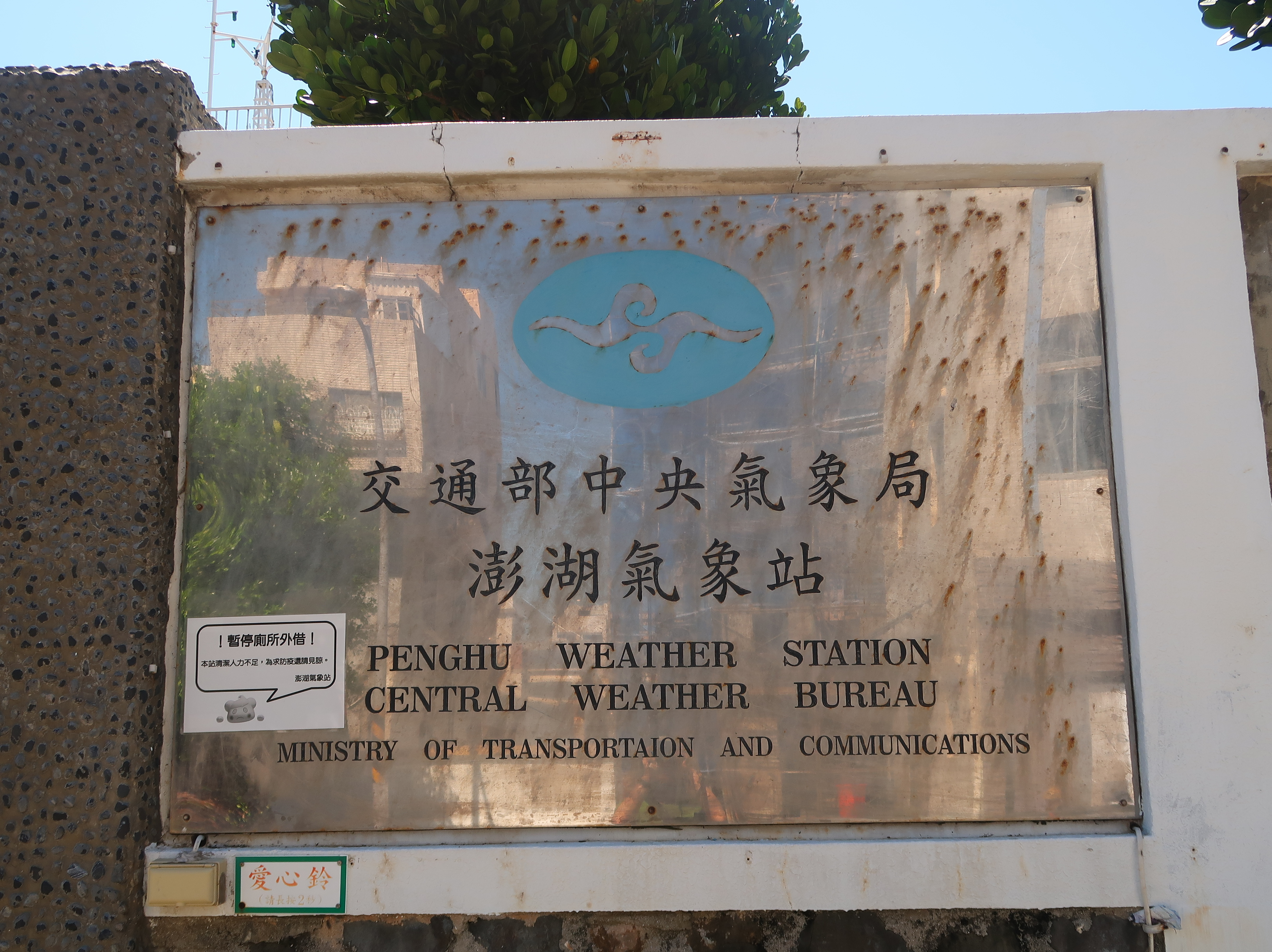
澎湖氣象站門牌。

澎湖氣象站位於臺灣澎湖縣馬公市，為交通部中央氣象署轄下的三等氣象測報機構，全名為交通部中央氣象署澎湖氣象站，該站最早成立於臺灣日治時期，為日治時期五座最早成立的氣象站之一，舊稱觀風樓。2016年為澎湖氣象站建站120年，含日治時期，澎湖氣象站共有32位主任就任，日本人有17位，臺灣人有15位，其中澎湖籍有3人，澎湖氣象站第32任主任許天生自1991年就任直到2016年已25年之久，創下臺灣各級行政機關首長任職最久的紀錄。

## 沿革

### 日治時期
1895年清朝政府因甲午戰爭戰敗，與大日本帝國簽訂馬關條約割讓臺灣島與澎湖群島等，並因應國際需求與南進發展，指派當時日本中央氣象台技手近藤久次郎抵臺勘查各地測候所設站地點。1896年7月12日臺灣總督府即以府令第21號，在全臺各地成立臺北、臺中、臺南、恆春，以及唯一在離島的澎湖島等五座氣象觀測站，其中澎湖的氣象觀測站，正式定名為「澎湖島測候所」，當初臺灣總督府會擇定澎湖島媽宮城作為測候所設立點在於，澎湖群島位於臺灣海峽，距離臺灣本島的臺南安平有52哩，對於離島型氣候的觀測有十分重要的意義與地理位置。
澎湖島測候所初期先以媽宮城拱辰門樓作為臨時測候所之用，為今日馬公市的公車總站和憲兵隊舊址路段，1898年3月1日開始執行氣象觀測。1898年3月澎湖島測候所搬遷至媽宮西町，也就是今日馬公市新興路2號的現址，做為永久測候所使用。1902年1月起提供澎湖地方的氣象預報服務，1920年10月澎湖島測候所改名為澎湖測候所。

### 戰後至今
1945年第二次世界大戰戰後國民政府來臺接收總督府留下之各地行政單位，澎湖測候所由臺灣省氣象局接收，名稱不變，戰後首任氣象站主任為邱日興。1948年臺灣省氣象局改為臺灣省氣象所，澎湖測候所全銜更改，1965年9月1日臺灣省氣象所再度改為臺灣省氣象局，澎湖測候所全銜改回。1971年7月1日中央氣象局組織恢復建制，臺灣省氣象局更名為中央氣象局，含澎湖測候所在內，轄下氣象測報機構全銜更改隸屬於中央氣象局。1976年11月1日中央氣象局依照附屬測站通則，轄下各氣象測報機構更名，澎湖測候所更名為澎湖氣象測站，並歸列為三等氣象測報機構。1989年8月1日再度更名為澎湖氣象站至今。
目前澎湖氣象站已除役之老舊氣象、海象與地震等相關觀測設備，因具有其歷史意義，因此都運送至臺灣南區氣象中心內的氣象博物館典藏，而仍有薰蒸式強震測量儀存在澎湖氣象站中保存。

## 建築結構
日治時期的澎湖氣象站因與臺灣本島臺北、臺中等其他四座氣象站同時成立，澎湖氣象站的建築設計與臺北、臺南氣象站雷同，均為18角正柱形1層樓煉瓦結構，正中央設有一座風力塔，塔高約40尺，總占地面積約50坪。澎湖氣象站除了有辦公場所的廳舍、官舍、附屬舍，及觀測坪等，其中官舍因日治時期澎湖測候所所長及技手為總督府判任官六級俸以下，因此官舍以丙種官兩戶為配置，起居空間約5至6坪，公共空間13至14坪，總室內坪數約15坪，官舍本身為木造覆瓦結構。
戰後國民政府接收將原木造官舍拆除，改建為磚造覆瓦平房，觀測坪及大門不變。1980年7月17日基於日治時期的測候所辦公廳老舊，因此拆除重建。1997年辦公廳再度改建，於舊廳舍後方新建多用途站房一棟，1998年9月竣工遷入，觀測坪也同時遷移至站內西側空地。澎湖氣象站全站土地面積約873坪。澎湖氣象站新建辦公廳因頂部設有風力塔，塔頂裝設風力及風速觀測儀器，當有颱風警報時氣象站職員會升起旗號做為通告，因此澎湖當地人多稱它為觀風樓。

## 編制
澎湖氣象站依中央氣象署三等測報機構編制，設有主任1人，職員3人，技工1人，總配置人力為5人。2022年年1月1日起，氣象站轉型取消夜間人工觀測，採監測席與核心業務席，上班時間早上7時30分至夜間18時30分。 

## 觀測項目

### 地面氣象觀測
澎湖氣象站地面氣象觀測項目有氣壓、氣溫、風向、風速、濕度、降雨、降雨強度、日照時數、日射量、能見度、蒸發量、天氣現象及雲等，每天24小時作業。由於採用地面氣象自動測報系統，大部份即時觀測資料均可透過中央氣象署內部網路專線，傳輸至氣象預報中心， 以供天氣分析及預報作業之用。並同時在值班時間每三小時一次，將各氣象要素觀測資料編成規定格式之氣象電碼， 傳送至臺北氣象預報中心通信部門，經彙整後對國際廣播，提供國內外氣象單位參考。

### 船舶氣象觀測
澎湖氣象站輔導並協助航行於高雄澎湖海域間的台華輪，定點收集海上氣象觀測資料做為天氣分析之參考。

### 大氣化學觀測
澎湖氣象站觀測坪設有放射性污染偵測器，需定時更換感應體及收集雨水及落塵，寄送原子能委員會分析大氣放射性物質含量。另原子能委員會亦設有環境監測站，即時監測環境輻射量。

### 紫外線指數觀測
澎湖氣象站1999年1月在風力塔日射量感應器旁裝設紫外線指數感應器，擷取觀測紫外線指數，並透過氣象局內部網路傳回氣象預報中心，供發布紫外線指數參考。

### 酸雨觀測
澎湖氣象站2007年11月在觀測坪裝設酸雨收集器，當有適量以上降雨時，收集檢測，並視需要將雨水樣品寄送複驗，供研究及應用參考。

### 地震測報
澎湖氣象站設有深井地震站、短週期三向地震儀、新式強震加速度儀，衛星定位系統和地震警報器，可即時將觀測到之地動資料經由數據專線自動傳輸至地震測報中心， 提供強地動及地殼形變之觀測資訊，做為分析研判及發布地震消息之參考，並能立即顯示有感地震之級數。

### 潮汐測報
代管設於馬公第三漁港之潮位站，將資料傳送至海象測報中心，做為分析研判及發布未來潮汐預報的參考。

### 天氣預報
由於臺灣本島地形複雜，澎湖氣候又另有特色，為使天氣預報更符合地方之特性與需求，澎湖氣象站每日透過即時視訊參加預報討論會，了解最新天氣分析及未來趨勢，撰寫地方之天氣小幫手，並針對責任區鄉鎮預報校驗回饋預報中心。

## 圖輯

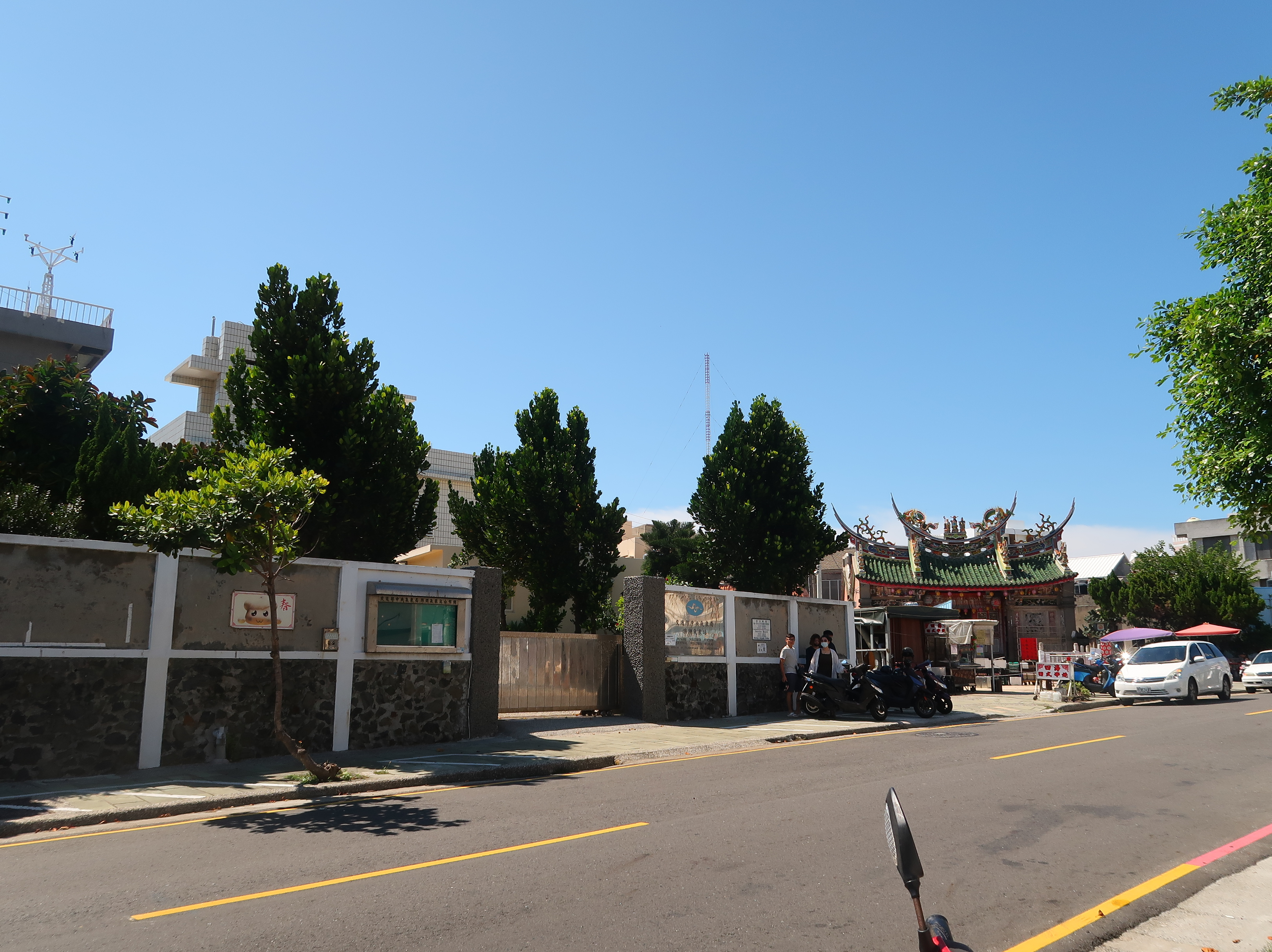
民族路圍牆
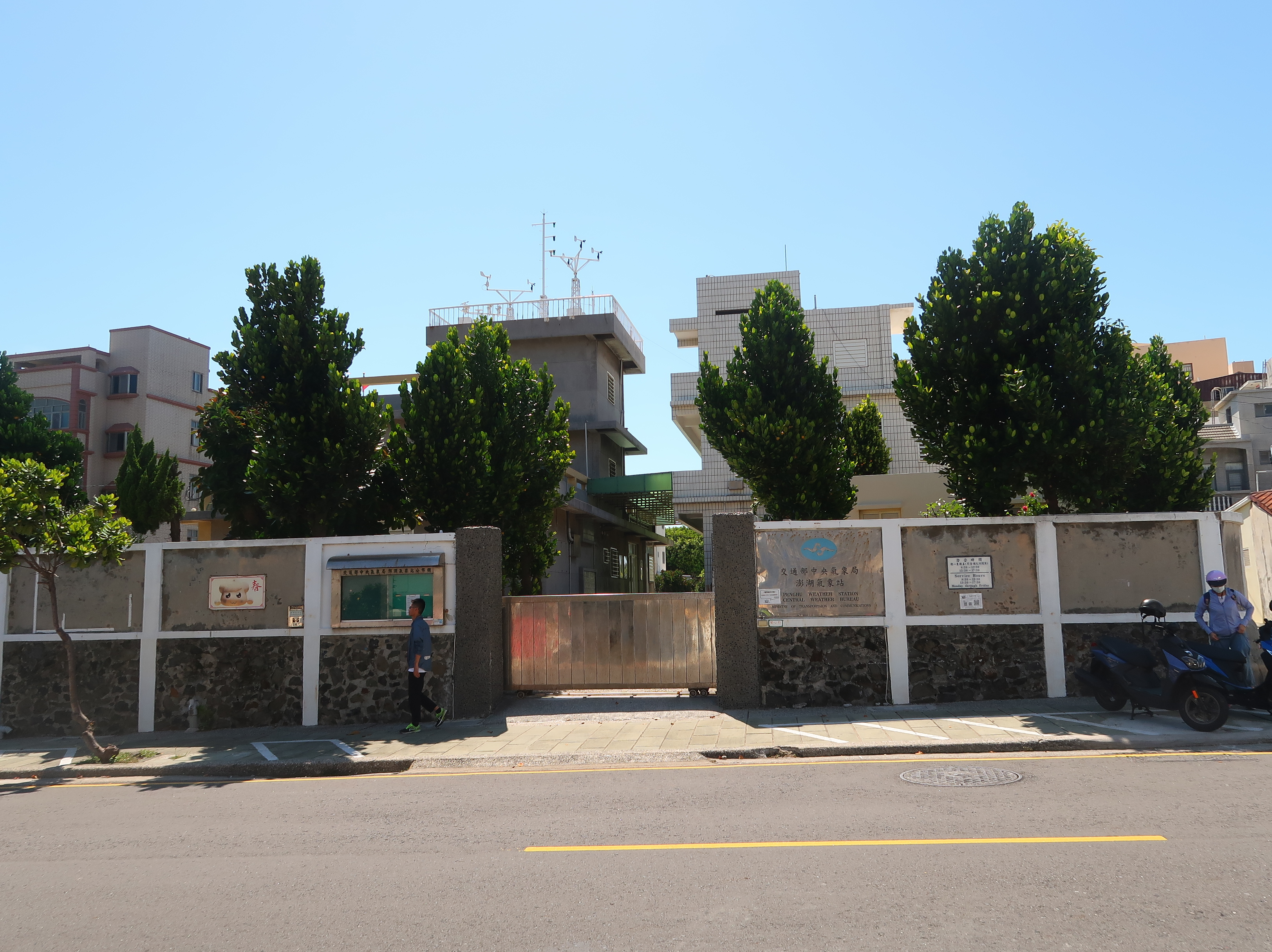
民族路入口
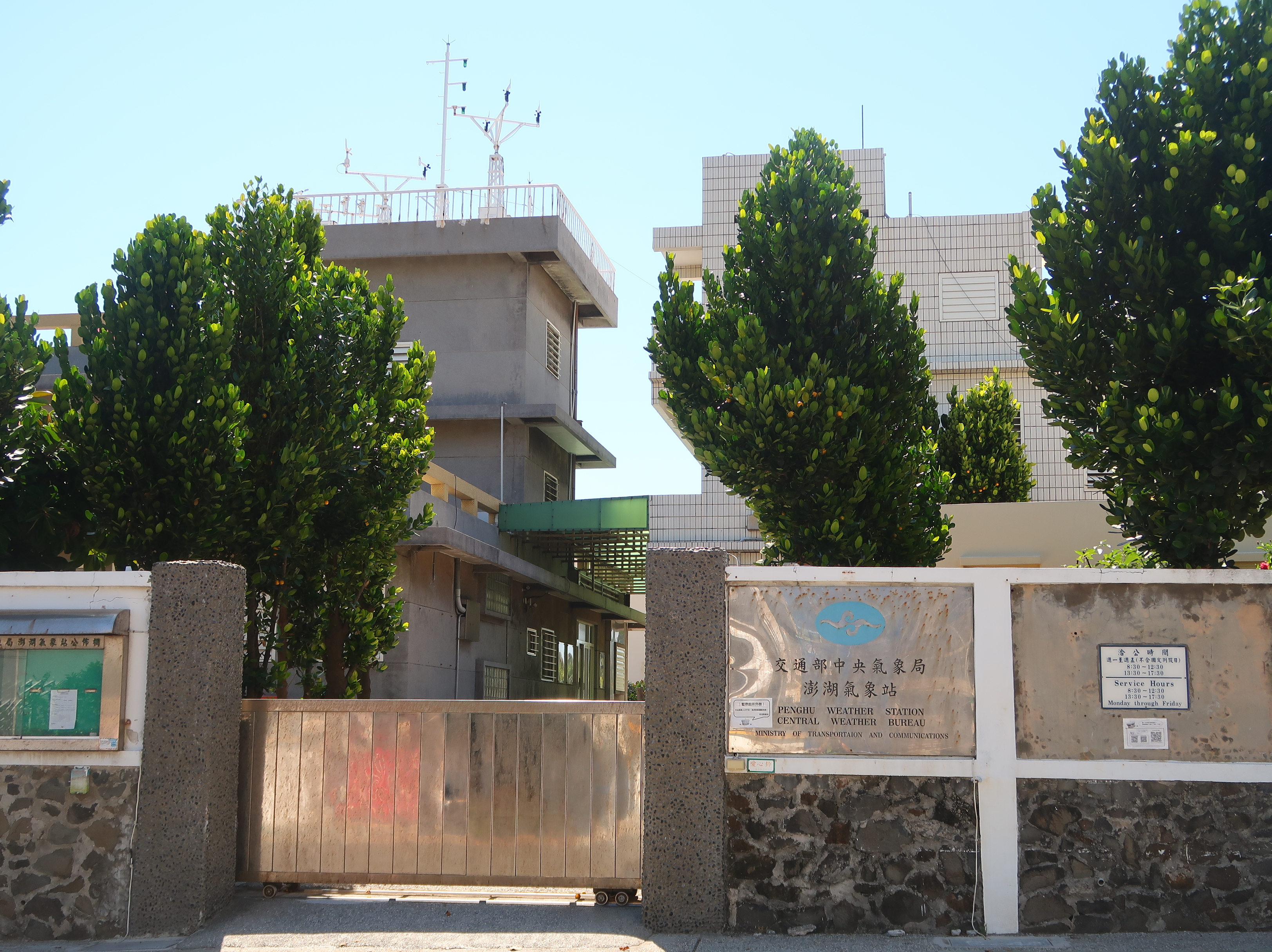
民族路口大門
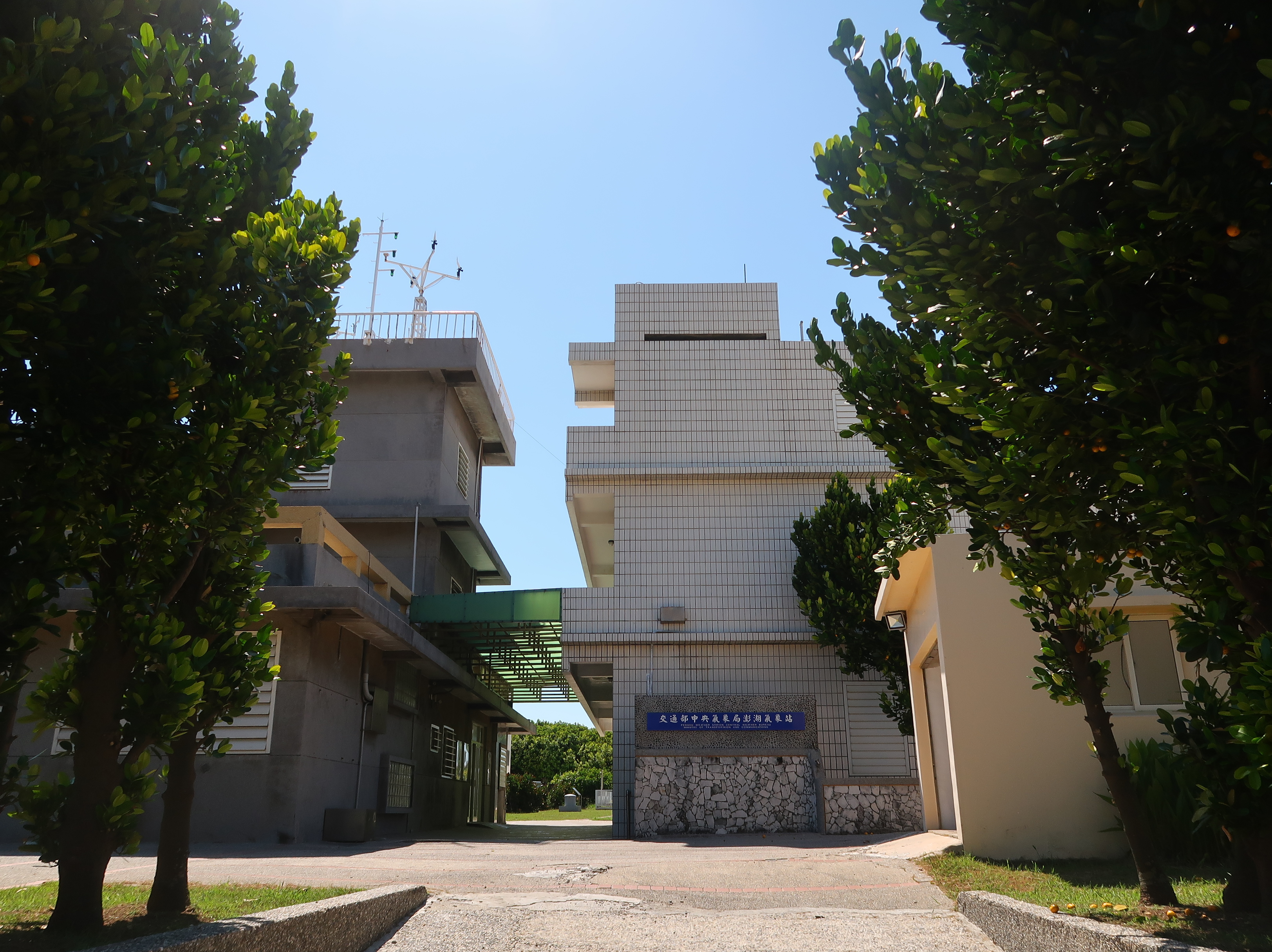
氣象站內庭
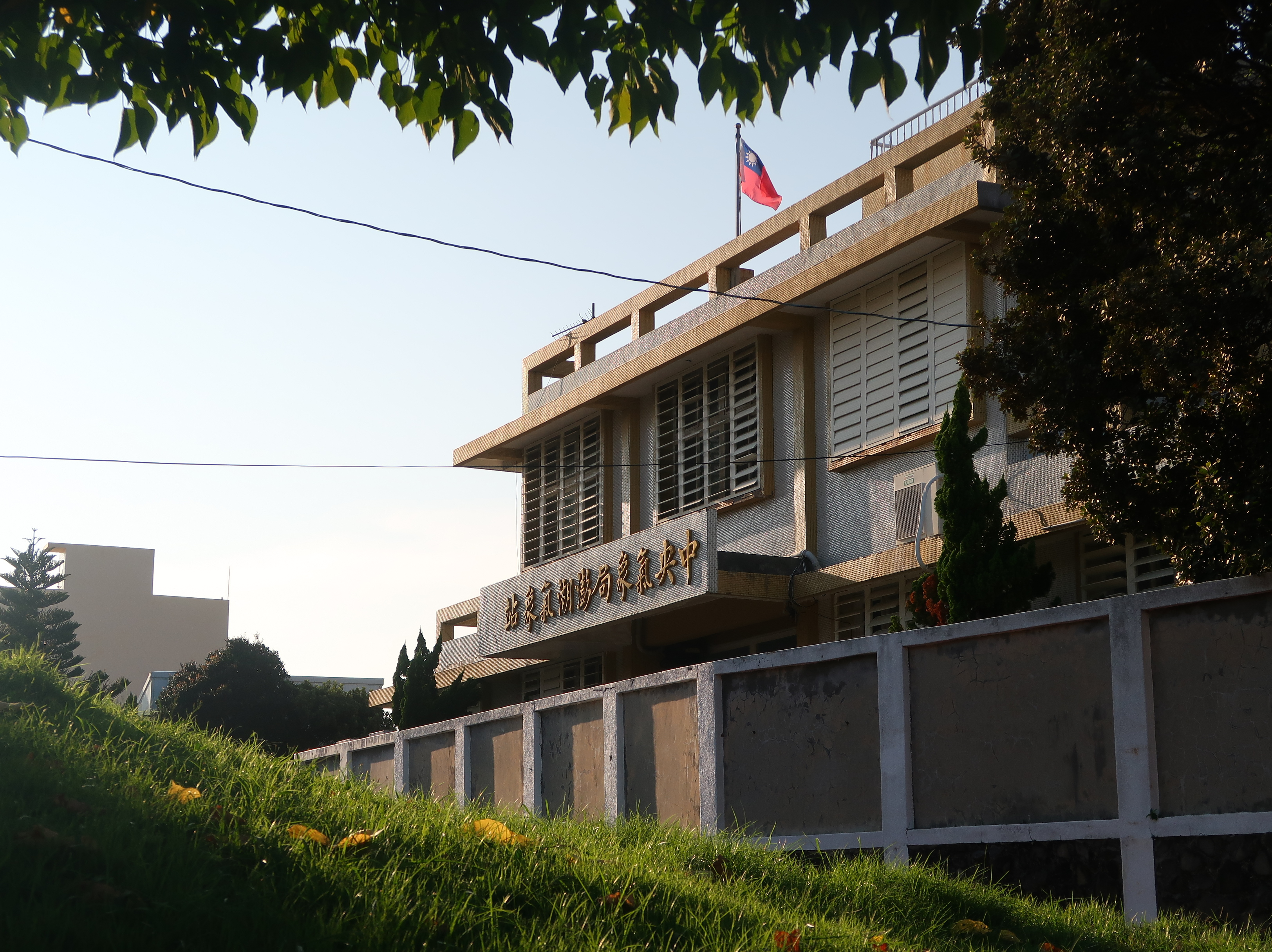
澎湖氣象站
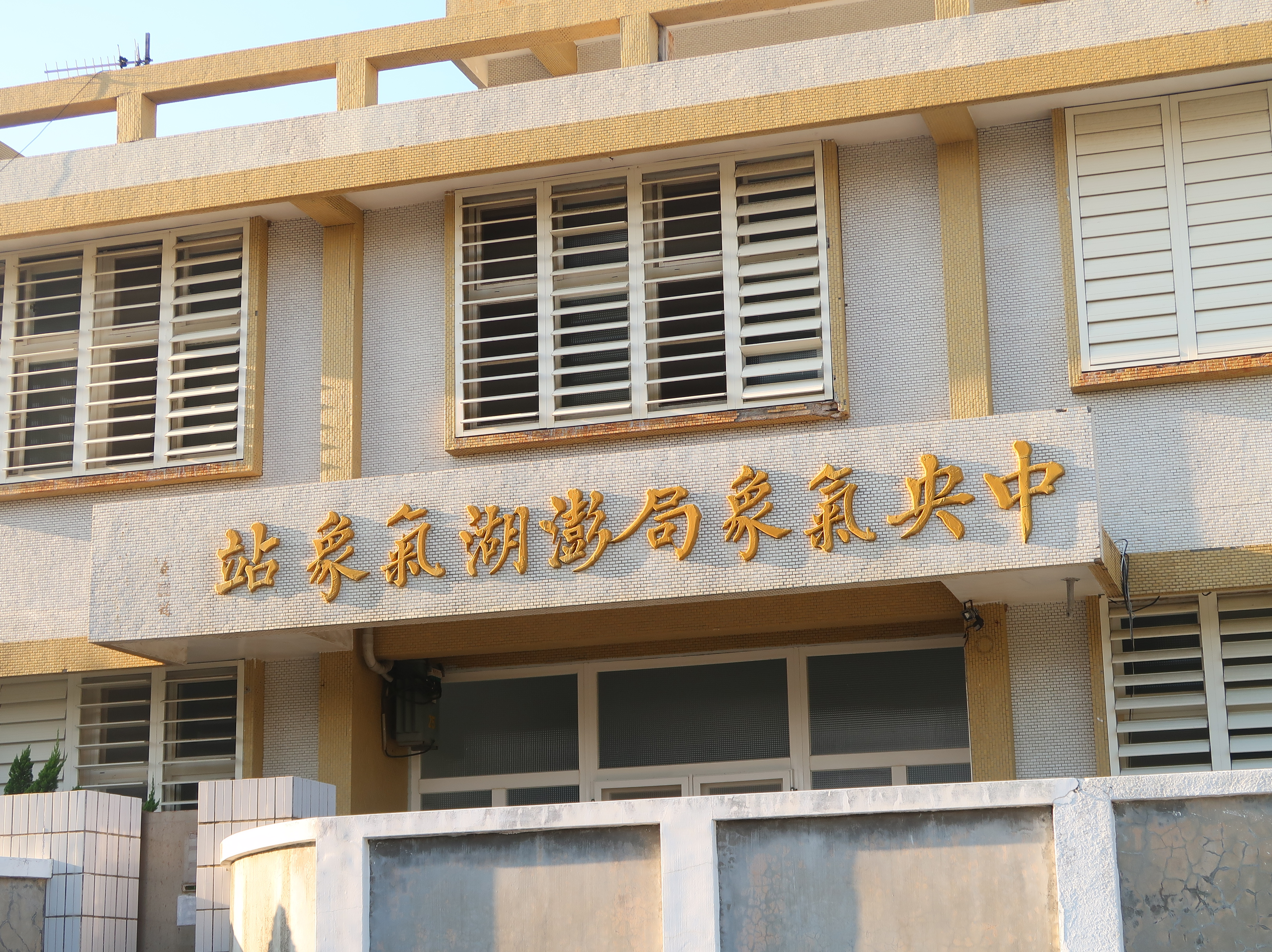
澎湖氣象站標誌

## 外部連結
- 交通部中央氣象署 澎湖氣象站 （页面存档备份，存于）
- 澎湖氣象站的Facebook專頁